# Портерсвил (Пенсилванија)
Портерсвил (енгл. Portersville) град је у америчкој савезној држави Пенсилванија.

## Демографија
По попису из 2010. године број становника је 235, што је 33 (-12,3%) становника мање него 2000. године.
| Група             | 2000.       | 2010.       |
| Белци             | 267 (99,6%) | 233 (99,1%) |
| Афроамериканци    | 0 (0,0%)    | 0 (0,0%)    |
| Азијати           | 0 (0,0%)    | 0 (0,0%)    |
| Хиспаноамериканци | 0 (0,0%)    | 2 (0,9%)    |
| Укупно            | 268         | 235         |